# Stansvik gård
Stansvik gård (finska: Stansvikin kartano) är en herrgård i Helsingfors i det finländska landskapet Nyland. Gården ligger vid Krobergsstranden i Degerö, i ett delområde som fram till 2013 hette Stansvik. Stansvik gård var i Helsingfors stads ägo från 1938 till 2024.

## Historia och arkitektur
Stansvik var ursprungligen ett torp under Degerö gård. År 1798 sålde ägaren till Holmgård, friherrinnan Catharina Armfelt, en del av sin säterigård till officerarna som hade arbetat i Sveaborg. Stansviks torp med landområdet runt torpet köptes av löjtnant Brandt. Brandt bodde dock aldrig på Stansvik och sålde torpet vidare till Fabian Casimir Roswall.
Roswall byggde en ny huvudbyggnad på tomten och använde det gamla torpets stomme i byggarbetet. Det är troligt att Roswall ritade den nya huvudbyggnaden, som färdigställdes 1803, själv. Byggnaden representerar nyklassisk stil. Den hade flera målade fönster, vilket innebär att en del av fönstren inte var verkliga utan snarare målade för att ge illusionen av verkliga fönster. En trädallé med ek från 1860-talet leder till gården.
Den följande ägaren till Stansvik gård var konstnären Emanuel Thelning, som ägde gården mellan 1805 och 1817. Efter Thelning köptes gården av Fredrik Wilhelm Edelheim, medlem i regeringskonseljen. Edelheim använde gården som en sommarvilla. Under hans tid byggdes en sidobyggnad för gäster och andra ekonomibyggnader, såsom ett båthus i empirstil. Edelheim inledde även arbetet med att anlägga en trädgård på Stansvik.
I mitten av 1800-talet fanns det tre mindre bostadsbyggnader på Stansvik, förutom huvudbyggnaden och sidobyggnaden. De mindre byggnaderna hade tillsammans sex rum för gårdens arbetare. Bland de övriga byggnaderna fanns ett stall, en ladugård, en ria, en kärrlider, en verktygslider, en tvättstuga, en iskällare, en potatiskällare och en bastu. Den ena av villabyggnader är ritad av C.L. Engel.
Från och med 1856 ägdes Stansvik av Knut Felix von Willebrand. Willebrand lät genomföra flera ändringar på huvudbyggnaden. Till exempel ersattes fönstren, en ny veranda byggdes framför huvudingången och ytterväggarna täcktes istället med brädfodring istället för rappning. De tidigare arbetarbostäderna omvandlades till villor som sedan hyrdes ut till sommargäster. För att underhålla sommargästerna byggdes också lusthus, en simhall och en bowlinghall på området. Besöken på Stansvik gård underlättades av livlig sjötrafik; till exempel år 1857 anlände ett skepp tre gånger om dagen till Stansvik.
År 1938, efter Erik von Willebrands bortgång, köpte Helsingfors stad Stansvik gård från von Willebrands arvingar. Vid den tiden omfattade fastigheten 100 hektar. Under 1950-talet byggdes flera sommarhus på den gamla gårdens mark.
Stansvik gård användes 2021 för inspelningen av den tredje säsongen av tv-programmet Suurmestari.
I mars 2024 meddelade Helsingfors stad att de hade sålt Stansvik gård för 70 000 euro till ett privat företag vid namn Stansvikin kartano Oy. Företaget, som leds av Tommi Korkala, lovade i samband med köpet att restaurera byggnaderna på Stansvik fastighet.

### Stansvik gruva
Malmfyndigheter, såsom järn och koppar, är kända redan från 1600-talet. Silver upptäcktes 1766 vid Stansvik. En järngruva grundades på gården på 1780-talet men driften inställdes snart på grund av att malmen var obrukbar.

## Ägarna
Lista över Stansvik gård ägare:
| Namn                      | År        |
| ------------------------- | --------- |
| löjtnant Brandt           | 1798-     |
| Fabian Casimir Roswall    | -1805     |
| Emanuel Thelning          | 1805-1817 |
| Fredrik Wilhelm Edelheim  | 1817-1856 |
| Knut Felix von Willebrand | 1856-1938 |
| Helsingfors stad          | 1938-2024 |
| Stansvikin kartano oy     | 2024-     |

## Bilder

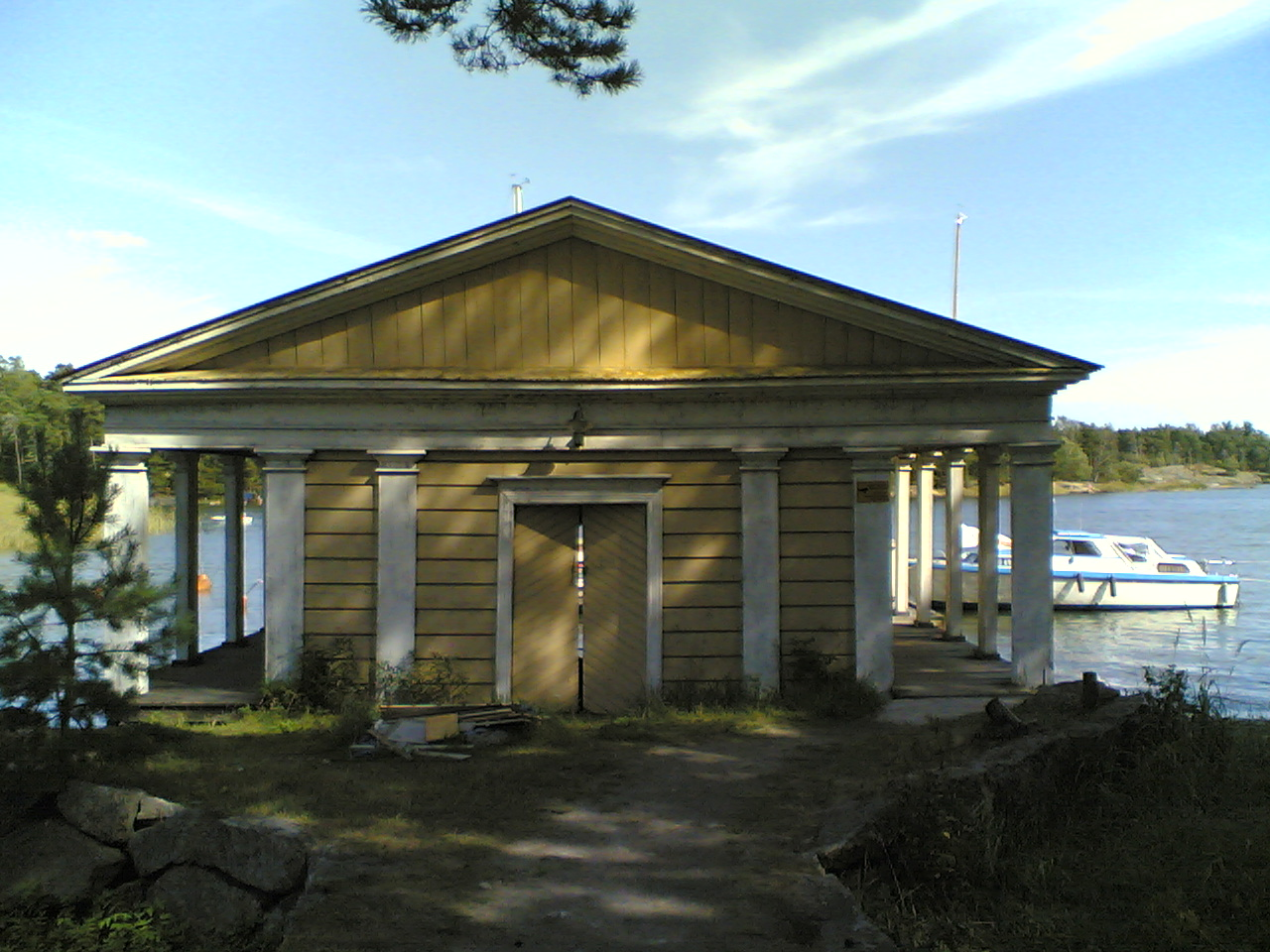
Båthuset.
Träallén som leder till gården.
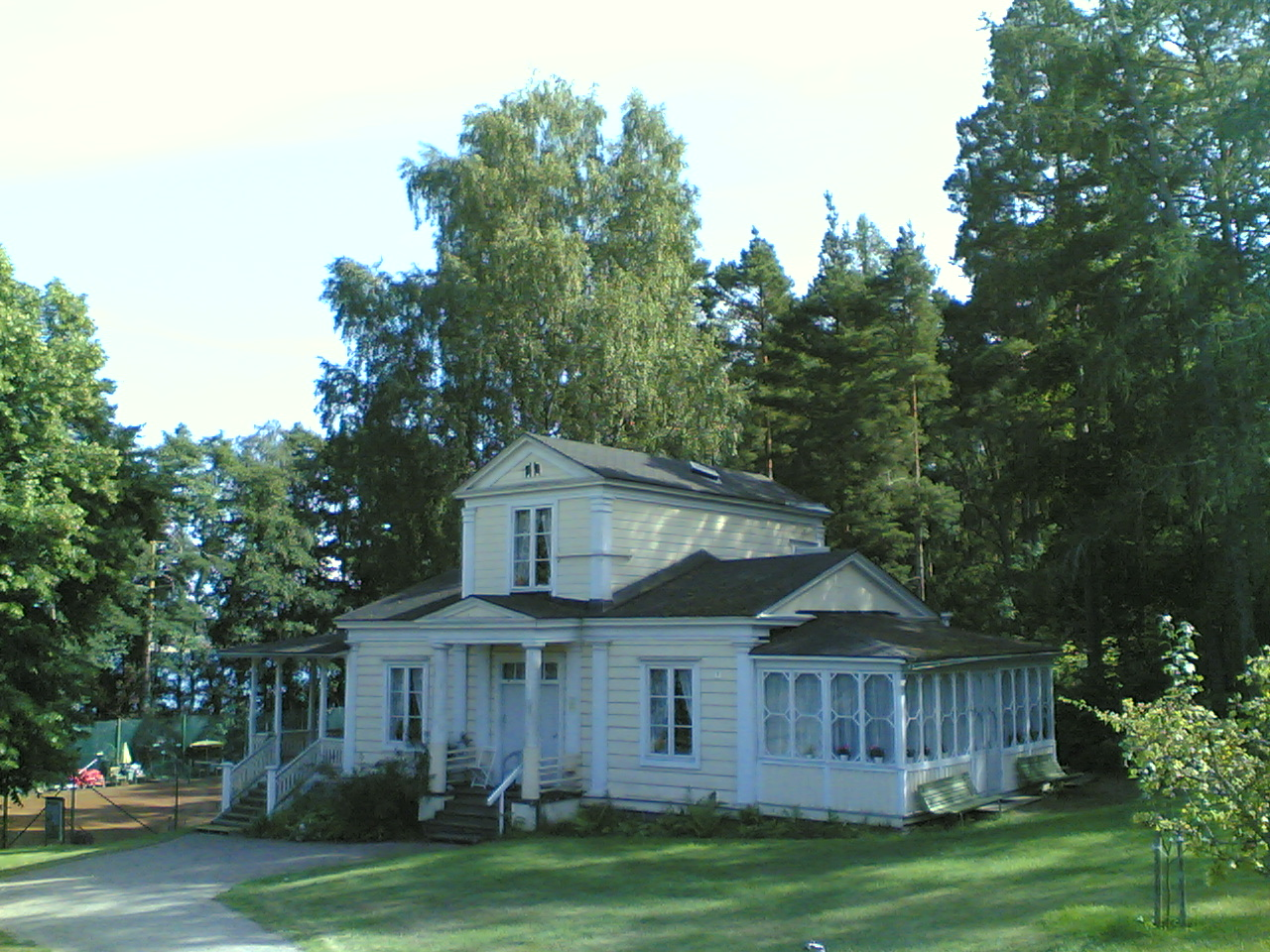
Bostadsbyggnad på gården.
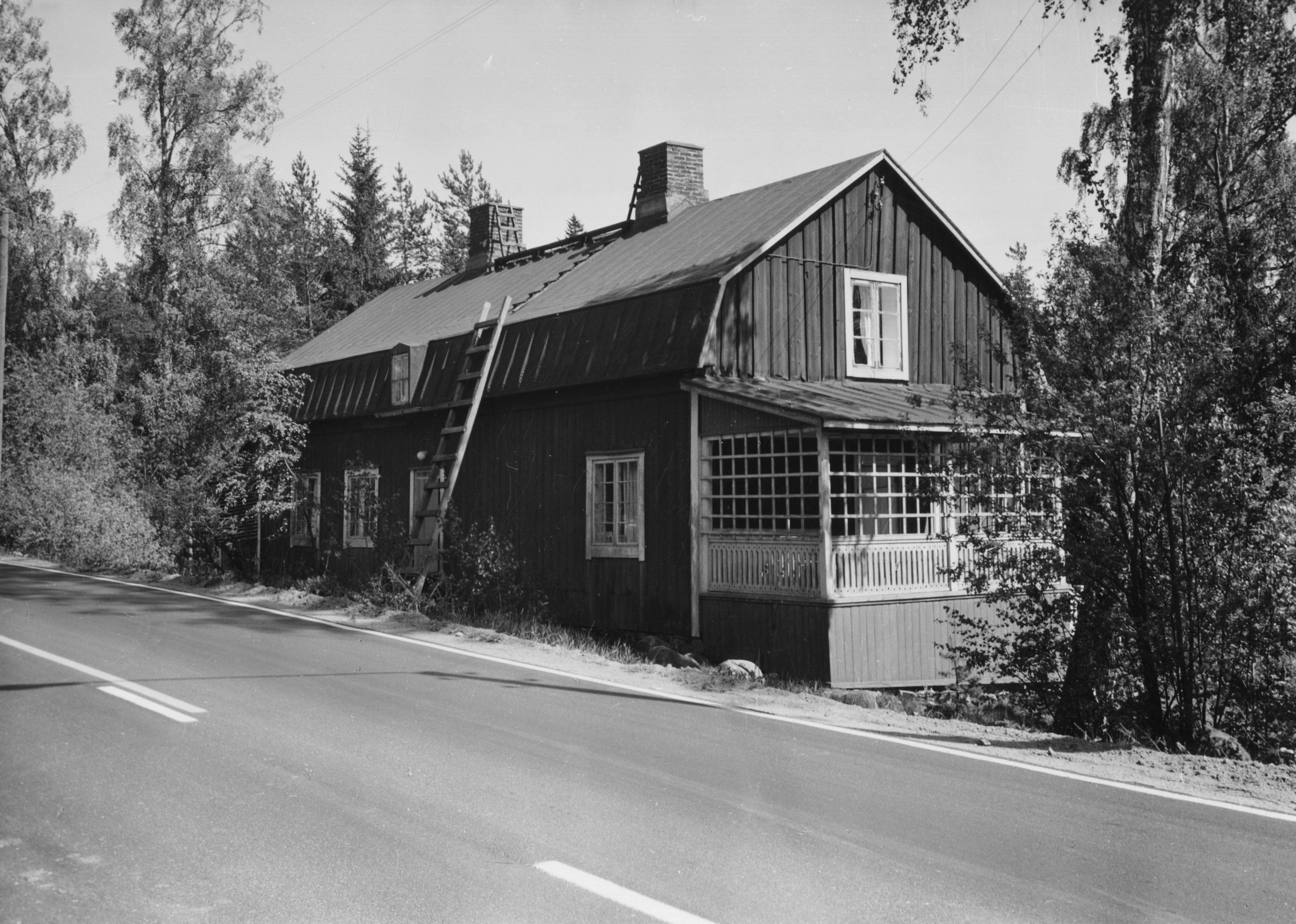
Så kallad gruvbyggnad på Stansvik gård.
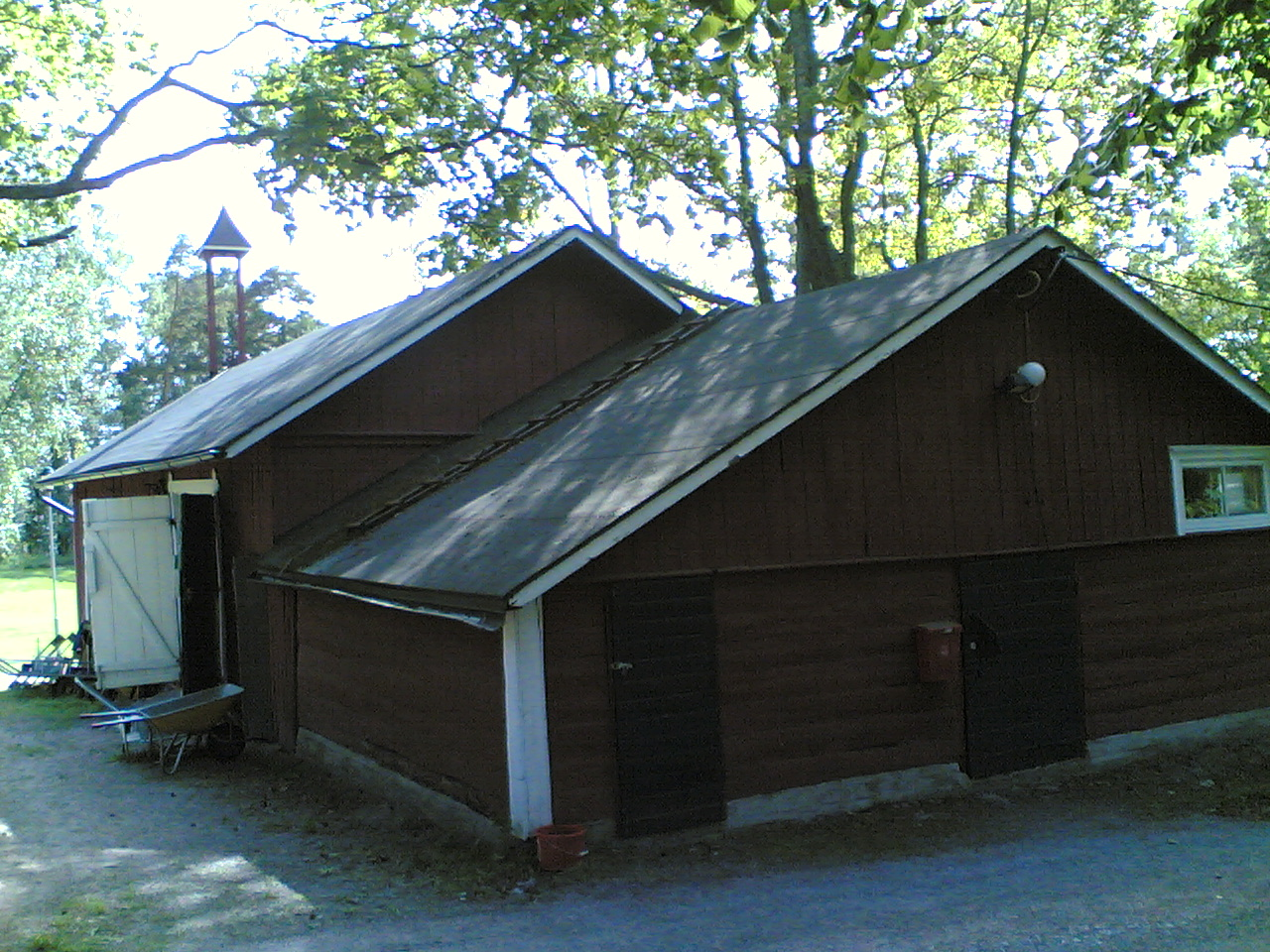
Ekonomibyggnad på gården.